# Commande de vitesse de vélo
Une commande de vitesse de vélo sert à changer les vitesses sur une bicyclette. Il en existe différents types suivant le type de vélo et sa date de fabrication.

## Manettes au cadre

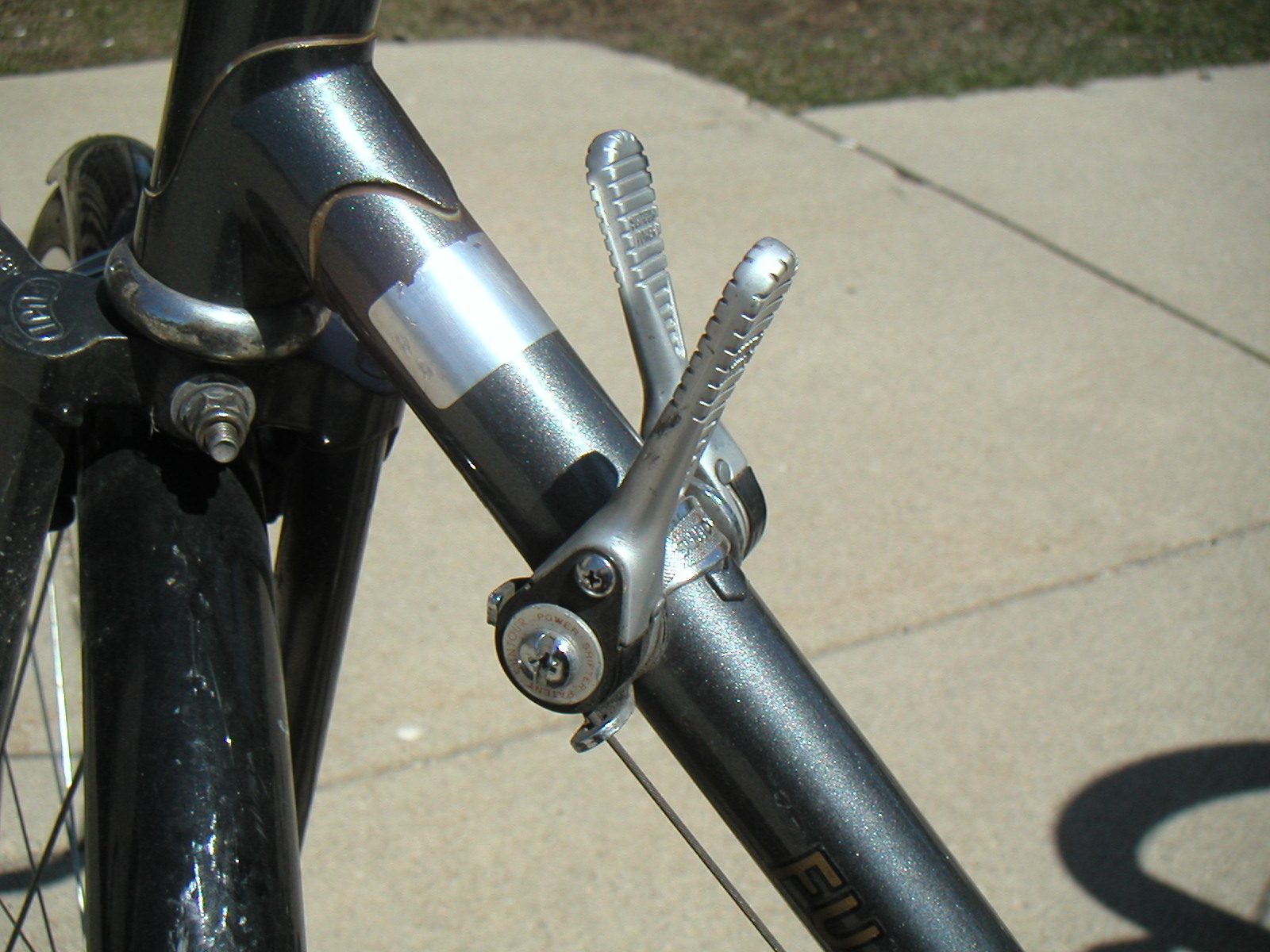
Manettes au cadre

Les manettes au cadre sont parmi les premières à être utilisées et ont été utilisées jusqu'à la fin du vingtième siècle. Ce sont les manettes les plus simples et donc les plus fiables. C'est pourquoi, aujourd'hui certains cyclotouristes les utilisent encore pour leur longévité exceptionnelle et leur prix modeste ou bien ils les emportent dans leur boite à outils.
À l'origine, ces manettes fonctionnaient par friction, c'est-à-dire qu'il fallait les actionner jusqu'à obtenir l'enclenchement de la vitesse voulu, le réglage s'affinait alors « à l'oreille ». Aucun réglage préalable n'est donc nécessaire. Ces commandes permettent donc toujours de changer de vitesse même dans le cas de l'usure du dérailleur ou de l'allongement du câble avec le temps.
Il est apparu depuis des manettes indexées, c'est-à-dire qui ont des arrêts bien définis correspondant aux vitesses. Cependant, la plupart des commandes de vitesse indexées conservent une possibilité de retourner à un mode de fonctionnement par friction. Avec ce type de commande le cycliste doit lâcher le guidon pour changer de vitesse, ce qui représente son principal inconvénient.

## Manettes à la potence

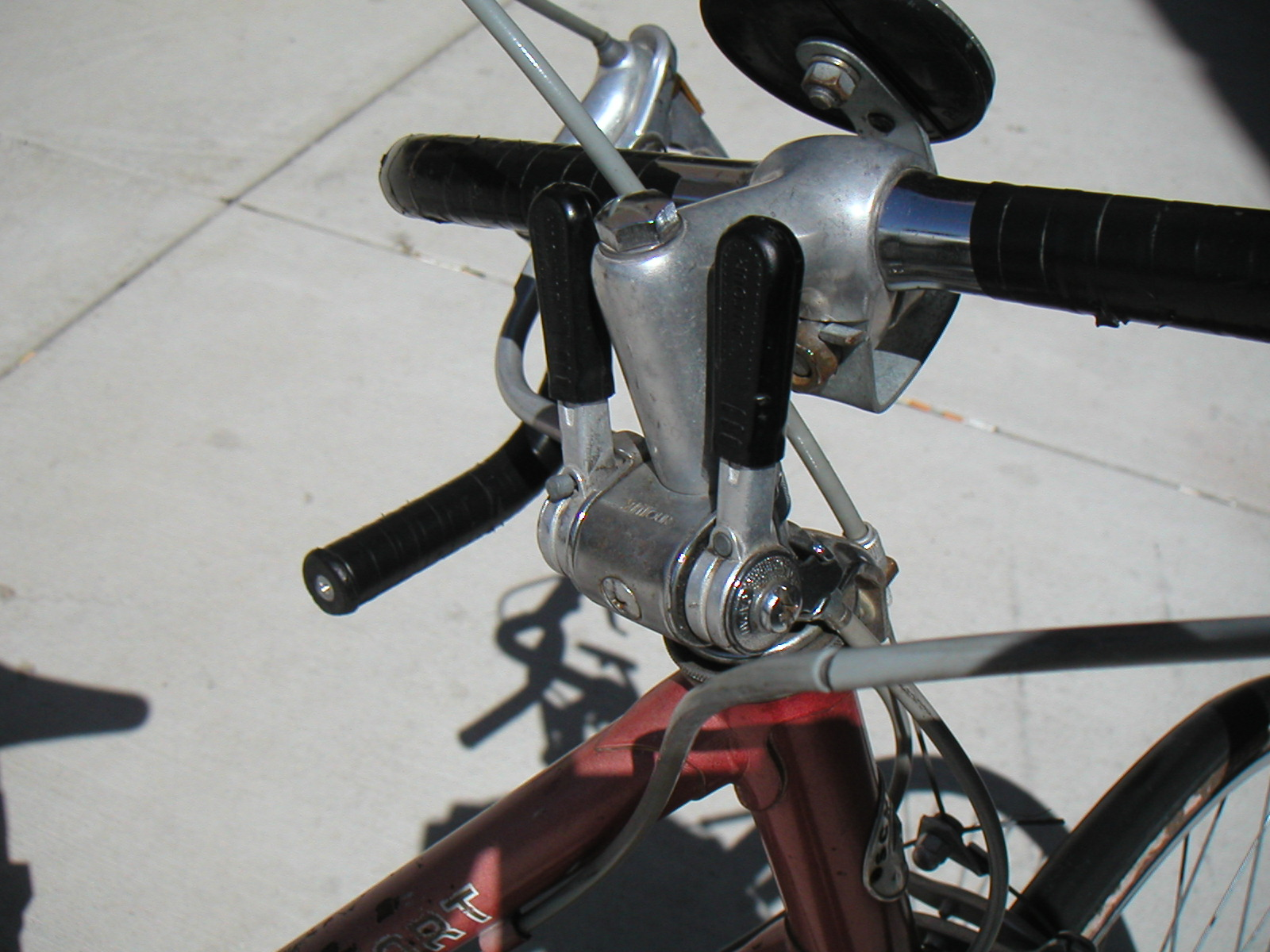
Paire de manettes à la potence.

Ces manettes sont une évolution des manettes au cadre. Elles sont fixées à la potence afin de permettre au cycliste de garder les mains sur le cintre pour changer de vitesse.

## Manettes en bout de cintre

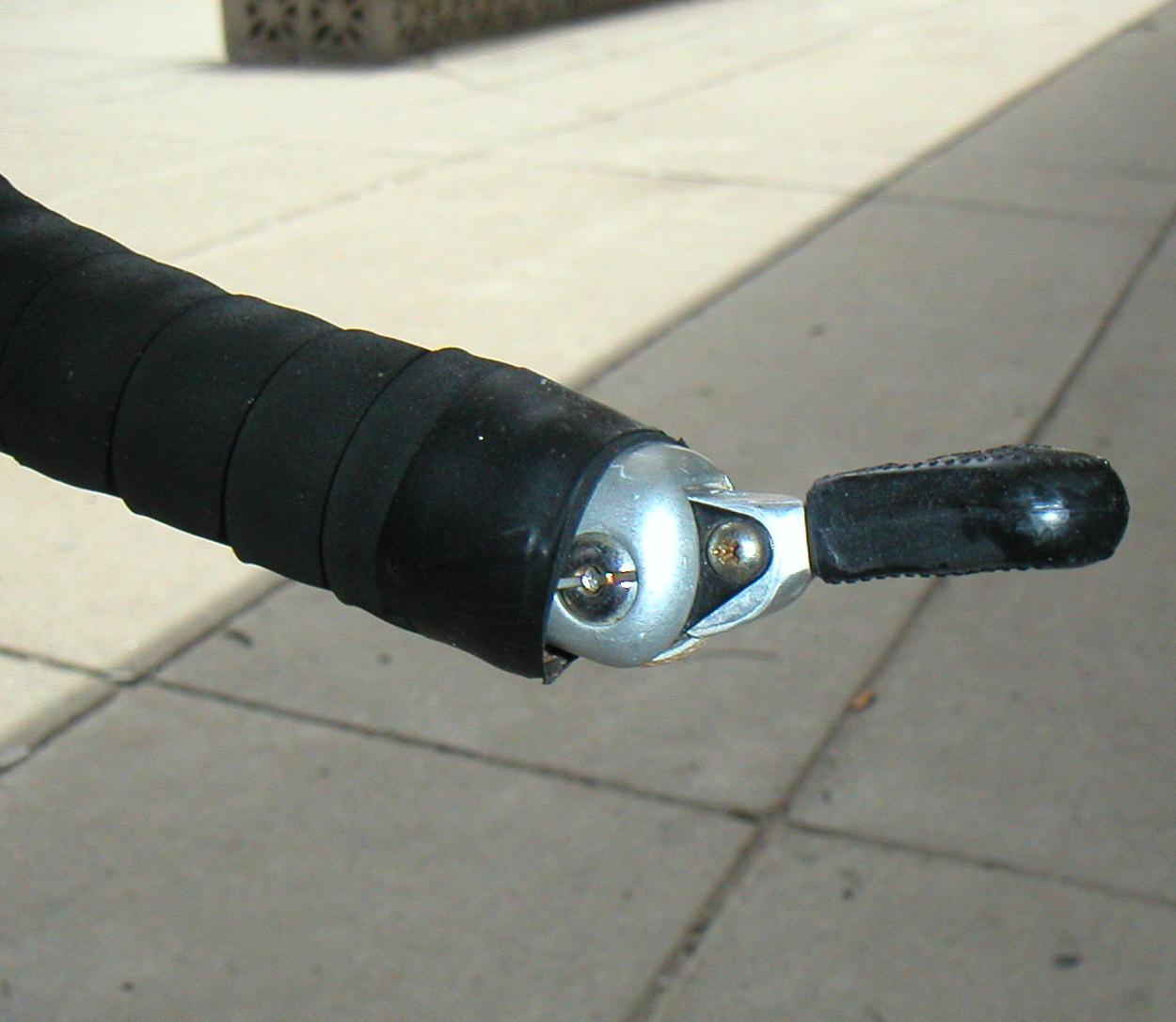
Manette en bout de cintre

Les manettes en bout de cintre fonctionnent sur le même principe que les commandes présentées précédemment. Elles ont été développées à l'origine pour le contre-la-montre. Ces commandes de vitesse fixées au bout des cintres de contre-la-montre permettent de changer de vitesse sans compromettre l'aérodynamisme du coureur. Ces manettes ont été récupérées par certains cyclotouristes pour leurs fiabilité.

## Manettes au-dessus du cintre
Les manettes au-dessus du cintre ont les mêmes avantages que les manettes au cadre sans en avoir les inconvénients. En effet, elles permettent de garder les mains sur le cintre pour changer de vitesse. Généralement, les modèles les plus récents sont indexés, sauf pour le levier gauche (dérailleur avant) qui reste le plus souvent à friction.

## Manettes en dessous du cintre

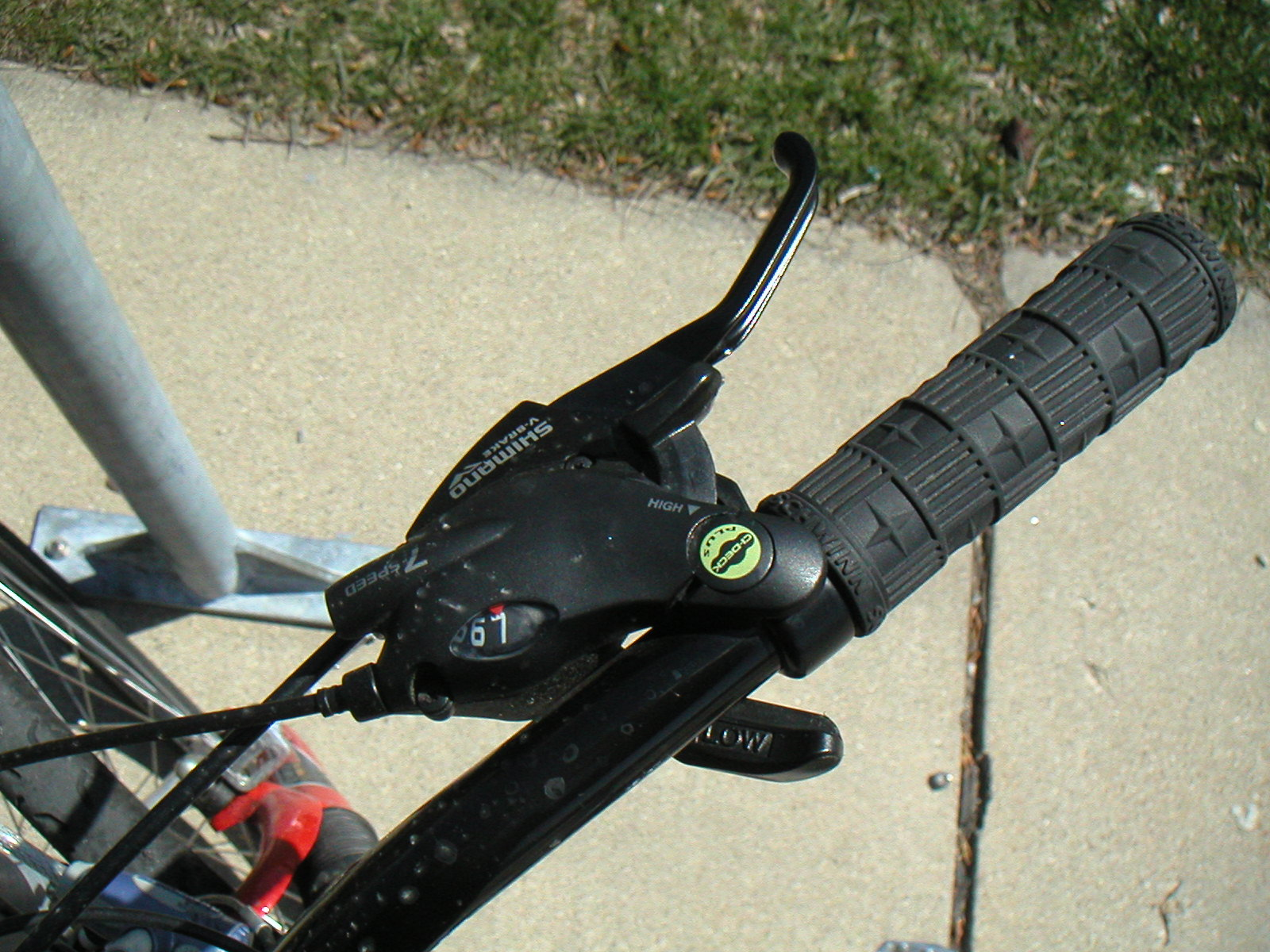
Manette en dessous du cintre avec levier de frein intégré.
(dérailleur arrière)

Ces commandes sont indexées et permettent de trouver les commandes de vitesse exactement au même endroit quelle que soit la vitesse courante. Elles ont d'abord été installées sur la plupart des VTT et VTC, mais depuis l'apparition des manettes rotatives, elles ne sont généralement plus disponibles que pour les vélo de moyenne ou haute gamme.

## Manettes rotatives ou poignées tournantes

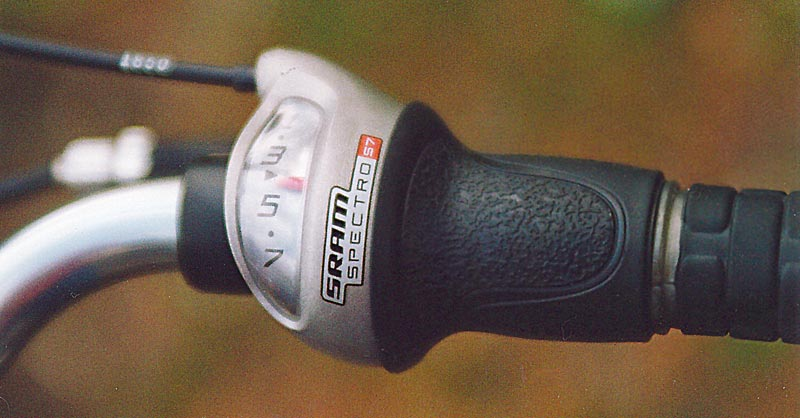
Manette rotative à sept vitesses.
(dérailleur arrière)

Les commandes par poignée tournante permettent le changement de vitesse par la rotation de la poignée. Ces poignées équipent le plus souvent les VTT et VTC bas de gamme et sont souvent de mauvaise qualité, se déréglant vite et pouvant casser, certaines étant faites entièrement de plastique. Il existe pourtant d'anciens modèles de qualité, comme ceux de la marque Sachs-Huret et SRAM propose des poignées tournantes haut de gamme, allant jusqu'à 11 vitesses.
Ces poignées sont en général préférées par une grande partie des cyclistes occasionnels pour leur apparente facilité d'utilisation.

## Poignées combinées

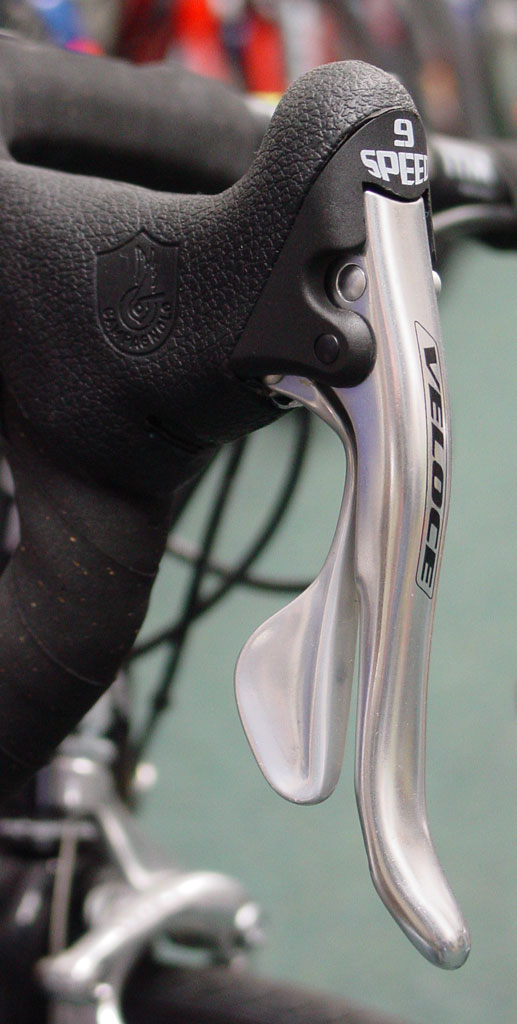
Poignée combinée.

Les poignées combinées sont des commandes de vitesse intégrées au levier de frein des vélos de route. Le levier de frein pivote dans la direction habituelle pour freiner. Pour changer de vitesse, il suffit de faire pivoter le levier de frein latéralement. Un autre levier permet de passer les vitesses dans l'autre sens. L'intérêt de ce genre de commande est de permettre de changer les vitesses en gardant les mains sur le cintre. Il est possible avec les commandes combinées de changer les vitesses les mains aux cocottes aussi bien que les mains en bas du cintre.

## Manettes «dual control»
Ces manettes sont le pendant des manettes combinées pour des levier de frein de type VTT ou VTC.